# صربيا تحت احتلال آل هابسبورغ
يشير مصطلح حدود كوشا عن الأراضي الصربية التي تأسست في سنجق سميديريفو التابع للإمبراطورية العثمانية خلال فترة الحرب النمساوية التركية (1787–1791). نظم آل هابسبورغ كتيبة صربيا الحرة، وكان من بين أعضائها البارزين النقيب كوشا أندجيلكوفيتش (ومن هنا جاء الاسم التأريخي للمنطقة). استطاع الفيلق الحفاظ على القسم المركزي من السنجق، بين شهر فبراير والسابع من سبتمبر عام 1788. بعدما دخل النمساويون الصراع، توسعت حدود تلك الأراضي وأصبحت محمية هابسبورغية خاضعة لقيادة عسكرية، ودُعيت صربيا. بعد انسحاب النمساويين وتوقيع معاهدة زيشتوف عام 1792، استعاد العثمانيون المنطقة.

## خلفية تاريخية

### الصرب
انخرط الصرب في الحروب التي وقعت في البلقان ضد الإمبراطورية العثمانية، ونظموا الانتفاضات أيضًا. جراء ذلك، عانى الصرب من الاضطهاد ودُمرت أراضيهم. حصلت هجرات كبيرة من صربيا نحو الأراضي الخاضعة لسلطة آل هابسبورغ.

### التحالف الهابسبورغي–الروسي
جراء الصراعات التي دارت حول منطقة القوقاز في عام 1786، ساءت العلاقات بين الإمبراطوريتين الروسية والعثمانية. في العام التالي، التقى إمبراطور النمسا (يوزف الثاني) وإمبراطورة روسيا (كاترين الثانية) في القرم للمرة الثانية، ما حرّض العثمانيين على إعلان الحرب على روسيا. في تلك الفترة، كان النمساويون يجهزون اللاجئين الصرب للحرب.

## تاريخ

### ثورة حدود كوشا
تأسست كتيبة صربيا الحرة المؤلف من خمسة آلاف جندي في منطقة بانات، معظمهم لاجئين هجروا أراضيهم جراء صراعات سابقة في الإمبراطورية العثمانية. خاضت الكتيبة حرب تحرير صربيا وتوحيدها تحت الحكم الهابسبورغي. كان القائد الرئيس للكتيبة هو الرائد النمساوي ميهايلو ميهاليفيتش. ومن بين المتطوعين، كان أليكسا نينادوفيتش وستانكو أرامباشيتش وكارادجوردجي بيتروفيتش، وهناك أيضًا راديتش بيتروفيتش، والأهم من هؤلاء كلهم كوشا أندجيلكوفيتش. لجأ النمساويون إلى الكتيبة في محاولتين فاشلتين لحصار بلغراد، في أواخر العام 1787 وأوائل العام 1788.
دخل النمساويون الحرب في شهر فبراير عام 1788، مع أنهم خسروا في تلك الفترة فرصة كبيرة لتحقيق نصر سهل وسريع. أدت تحضيرات روسيا البطيئة إلى تركيز العثمانيين على بلغراد. اعتمد النمساويون على الدعم الروسي في مولدوفا، والذي لم يظهر حتى أواخر العام 1788، ويبدو أن (يوزف الثاني) تردد في قتال العثمانيين. في شهر يوليو، عبر العثمانيون نهر الدانوب ووصلوا إلى منطقة بانات النمساوية. عانى الطرفان من نقصٍ في الإمدادات، بينما أنهكت الأمراض الجنود النمساويين. عبر نحو 50 ألف صربي نهر الدانوب، فخلقوا بذلك أزمات لوجستية للنمساويين. في منتصف شهر أغسطس، أرسل (يوزف الثاني) 20 ألفًا و400 جندي إلى بانات.

### الاحتلال الهابسبورغي
في الثامن من شهر أكتوبر عام 1789، حاصر إرنست غيديون فون لاودن بلغراد واستولى عليها. احتلت الجيوش النمساوية صربيا، وحارب الكثير من الصرب إلى جانب كتيبة صربيا الحرة التي أسسها آل هابسبورغ، فكسبوا مهاراتٍ تنظيمية وعسكرية. وافقت الكنيسة الكاثوليكية على هذا الغزو وشاركت فيه، حيث سعت إلى تحويل الصرب الأرثوذكس، ما دفع الصرب إلى الاعتماد على روسيا للمساعدة بعدما استعاد العثمانيون المنطقة عام 1792.
لكن بحلول عام 1791، اضطر النمساويون (آل هابسبورغ) إلى الانسحاب على طول نهري الدانوب وسافا، ورافقتهم آلاف العائلات الصربية التي خشيت اضطهاد العثمانيين. أنهت معاهدة زيشتوف الحرب.

## نتيجة الحرب
عقب الحرب، منح العثمانيون الصربَ حقهم في جباية الضرائب المحلية. عقب استثناء الفيالق الإنشكارية من الجيش العثماني إثر إعادة تنظيم الأخير، سعى هؤلاء المحاربون إلى اللجوء في صربيا (سنجق سميديريفو)، فحاولوا هناك إلغاء الحقوق الممنوحة للصرب، أُطلق على هؤلاء الإنكشاريين المتمردين اسم داهيي، وقتلوا ما لا يقل عن 150 زعيم صربي، فأشعلوا بذلك الانتفاضة الصربية الأولى عام 1804. خدم زعيم التمرد، كارادجوردجي بيتروفيتش سابقًا في الجيش النمساوي بصفة متطوع أيام الاحتلال الهابسبورغي. تحول التمرد إلى ثورة صربية (1804–1817)، والتي شهدت استقلال صربيا بحكم الواقع.